# Lövbergstjärnen (Floda socken, Dalarna)
Lövbergstjärnen är en sjö i Gagnefs kommun i Dalarna och ingår i Norrströms huvudavrinningsområde. Sjöns area är 0,035 kvadratkilometer och den befinner sig 248 meter över havet.